# Azurara
Azurara (Cyanopsitta spixii), även kallad spixara, är en fågel, idag bedömd som utdöd i vilt tillstånd, inom familjen västpapegojor i ordningen papegojfåglar, och placeras som enda art i släktet Cyanopsitta. Fågeln förekom i palmlundar i nordöstra Brasilien (norra Bahia). 

## Utseende
Azuraran är en blågrå långstjärtad och långvingad papegoja med en kroppslängd på 55-57 centimeter. Det tydligt fyrkantiga huvudet är blekt askblå, medan undersidan är blekblå. Ovansida, vingar och stjärt är djupare blå.

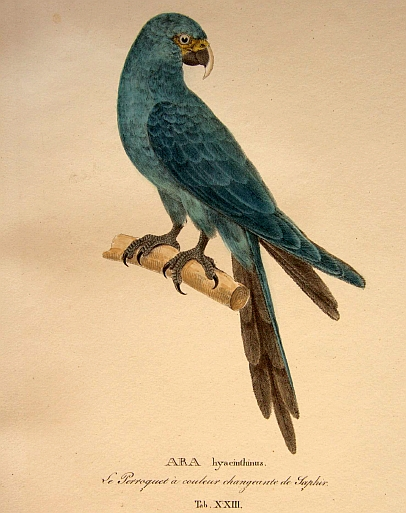

## Status och hot
Det sista kända vilda exemplaret försvann år 2000 varför IUCN kategoriserar arten som utdöd i vilt tillstånd. Dess utrotning beror främst på att den har fångats för burfågelhandel och på grund av habitatförstöring.

## Namn
Fågelns vetenskapliga artnamn hedrar Dr Johann Baptist Ritter von Spix (1781-1826), tysk naturforskare och samlare av specimen i Brasilien 1817-1820. Tidigare kallades den officiellt även spixara på svenska, men tilldelades 2023 ett mer informativt namn av Birdlife Sveriges taxonomikommitté.

## I kulturen
Den amerikanska animerade filmen Rio från 2011 handlar om de två sista azurarorna Blu och Jewel. 